# نیکولای لوپسکو
نیکولای لوپسکو (رومانیایی: Nicolae Lupescu; ۱۷ دسامبر ۱۹۴۰ – ۶ سپتامبر ۲۰۱۷) یک بازیکن فوتبال اهل رومانی بود.
از باشگاه‌هایی که در آن بازی کرده‌است می‌توان به باشگاه فوتبال آدمیرا واکر مودلینگ و راپید بخارست اشاره کرد.
وی همچنین در تیم ملی فوتبال رومانی بازی کرده‌است.